# Nordschleuse

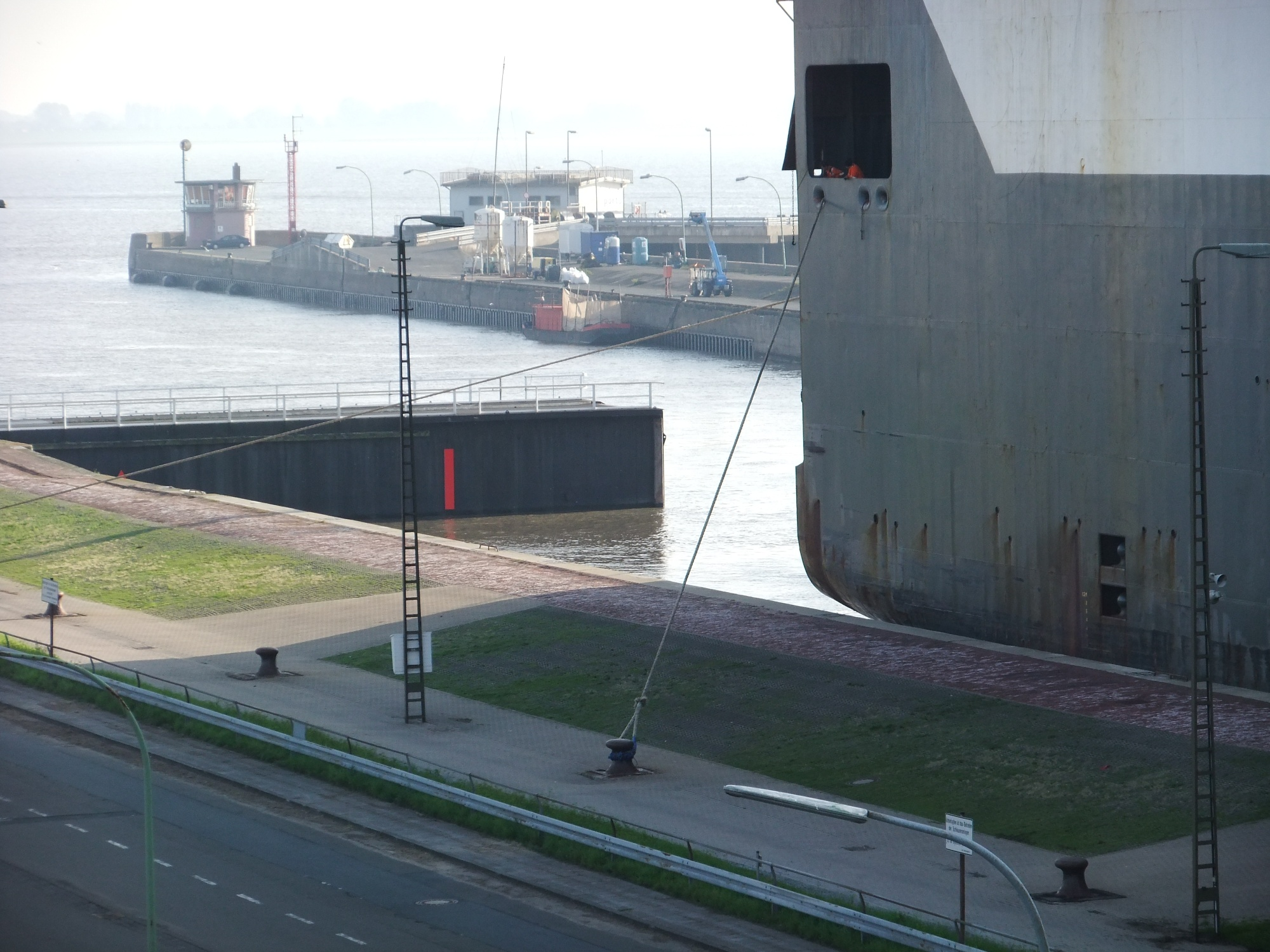
Schließendes Schleusentor. Am Molenende der Signalturm des Schiffsmeldedienstes.

Die Nordschleuse ist eine Schleuse in Bremerhaven im Stadtbremischen Überseehafengebiet Bremerhaven. Die Seeschleuse verbindet die Häfen mit der Weser.

## Geschichte

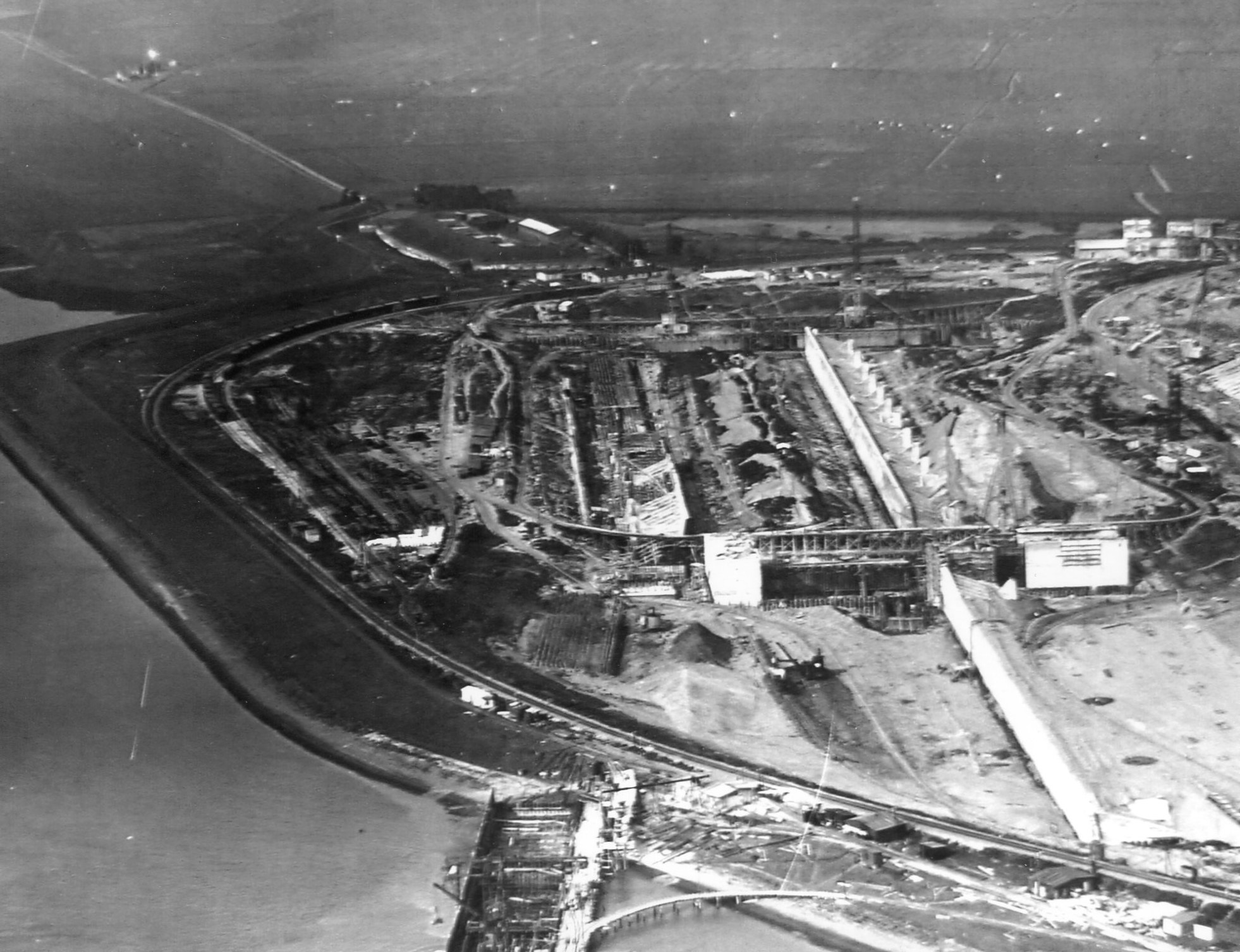
Baustelle Nordschleuse/Nordhafen. Oben links steht noch das Weserfort Brinkamahof I

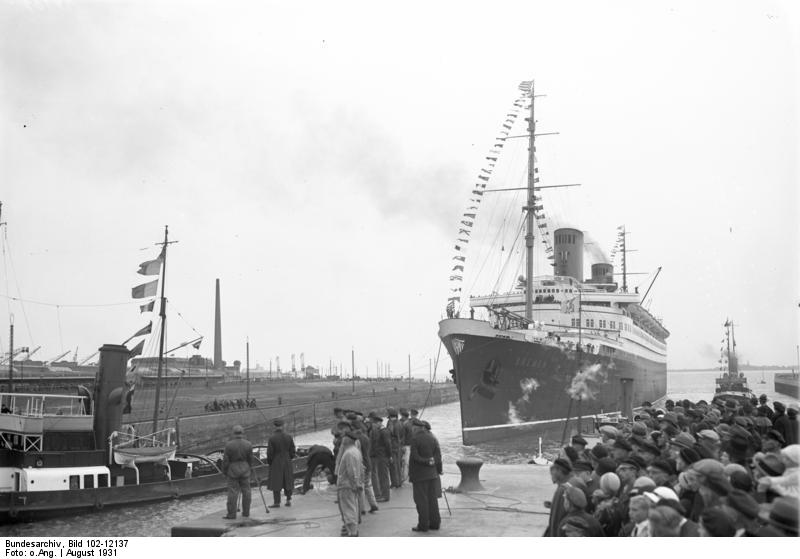
Einweihung der Nordschleuse 1931

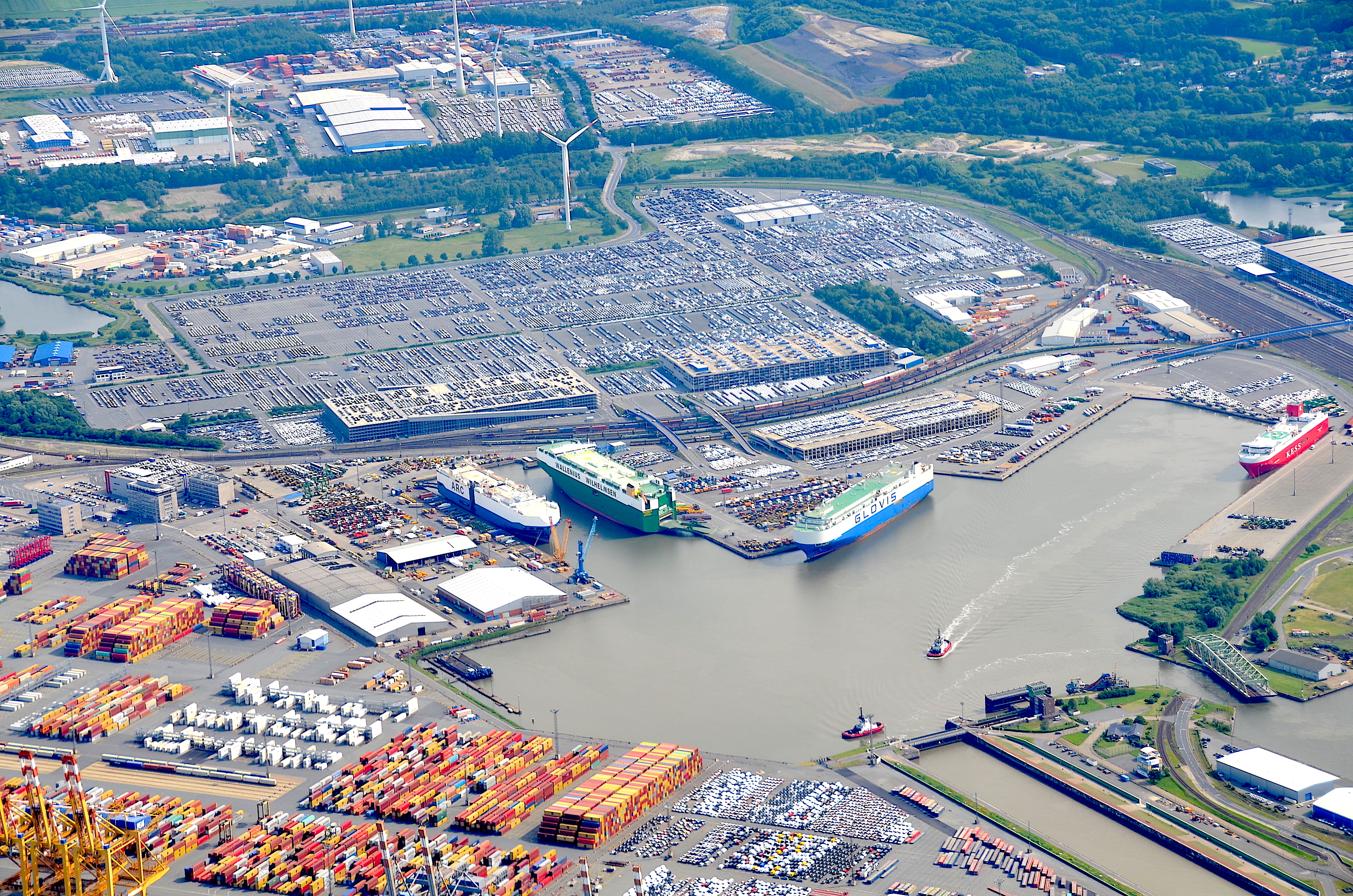
Wendebecken mit Nordschleuse und Autoterminal der BLG Logistics Group (2019)

Der Garantievertrag zwischen Bremen und dem Norddeutschen Lloyd von 1903 und der Staatsvertrag zum Gebietsaustausch zwischen der Freien Hansestadt Bremen und Preußen von 1905 sahen den Bau weiterer Hafenanlagen und den Bau einer Schleuse vor. So sollte schon vor dem Ersten Weltkrieg im Norden der Bremerhavener Kaiserhäfen eine neue Schleuse gebaut werden. Bedingt durch den Krieg kam der Bau zunächst nicht mehr zustande. Da die Planung von 1913 für diese Schiffe zu klein und der damals gewählte Standort wegen des schlickigen Untergrundes sehr ungünstig war, erwies sich die Verzögerung des Baus als Glücksfall.
Der Bau einer großen Schleuse wurde dringlich, um große Schiffe wie die im Bau befindlichen, neuen Fahrgastschiffe des Norddeutschen Lloyds, Bremen und Europa, zum Eindocken in das Kaiserdock II, das dafür eigens vergrößert worden war, durchschleusen zu können. Die Nordschleuse wurde von 1928/29 bis zum 10. August 1931 unter der Leitung des Baurats (später Hafenbaudirektor) beim Hafenbauamt Bremen Arnold Agatz errichtet. Mit einer nutzbaren Länge von 375 Metern, einer Durchfahrtsbreite von 45 Metern (Kammerbreite 60 Meter), einer Kammersohlentiefe von 11 Metern unter SKN und einer Fahrwassertiefe von 14,50 Metern gehört die Nordschleuse auch heute noch mit zu den größten Schleusen der Welt. Das damals größte Bauvorhaben von Bremen kostete 40 Millionen Mark. Der ganze Schleusenbereich besteht aus dem Vorhafen am Außenhaupt, dem großen Wendebecken und bis 2021 der Brücke über den Kanal zwischen Wendebecken und Verbindungshafen.
Die Drehbrücke neben der Schleuse, eine kombinierte Eisenbahn- und Straßenbrücke von 1931 über den Verbindungskanal zwischen Wendebecken und Kaiserhäfen, wurde als Nordschleusenbrücke bezeichnet, war aber vor Ort eher als die Drehbrücke bekannt. Sie war seit 1945 die größte Eisenbahn-Drehbrücke Deutschlands. Bei der anstehenden Erneuerung stand aber ihre Funktion als Eisenbahnbrücke – und damit der Bahnanschluss der ganzen Columbusinsel – zur Disposition. Anfang April 2021 riss einer der beiden Obergurte der Brücke, wodurch es zu Schäden an weiteren Stahlteilen kam. Die hierdurch unpassierbare Brücke galt als Totalschaden, sie wurde noch im selben Monat abgebrochen.

### Maschinenhäuser, Stellwerk

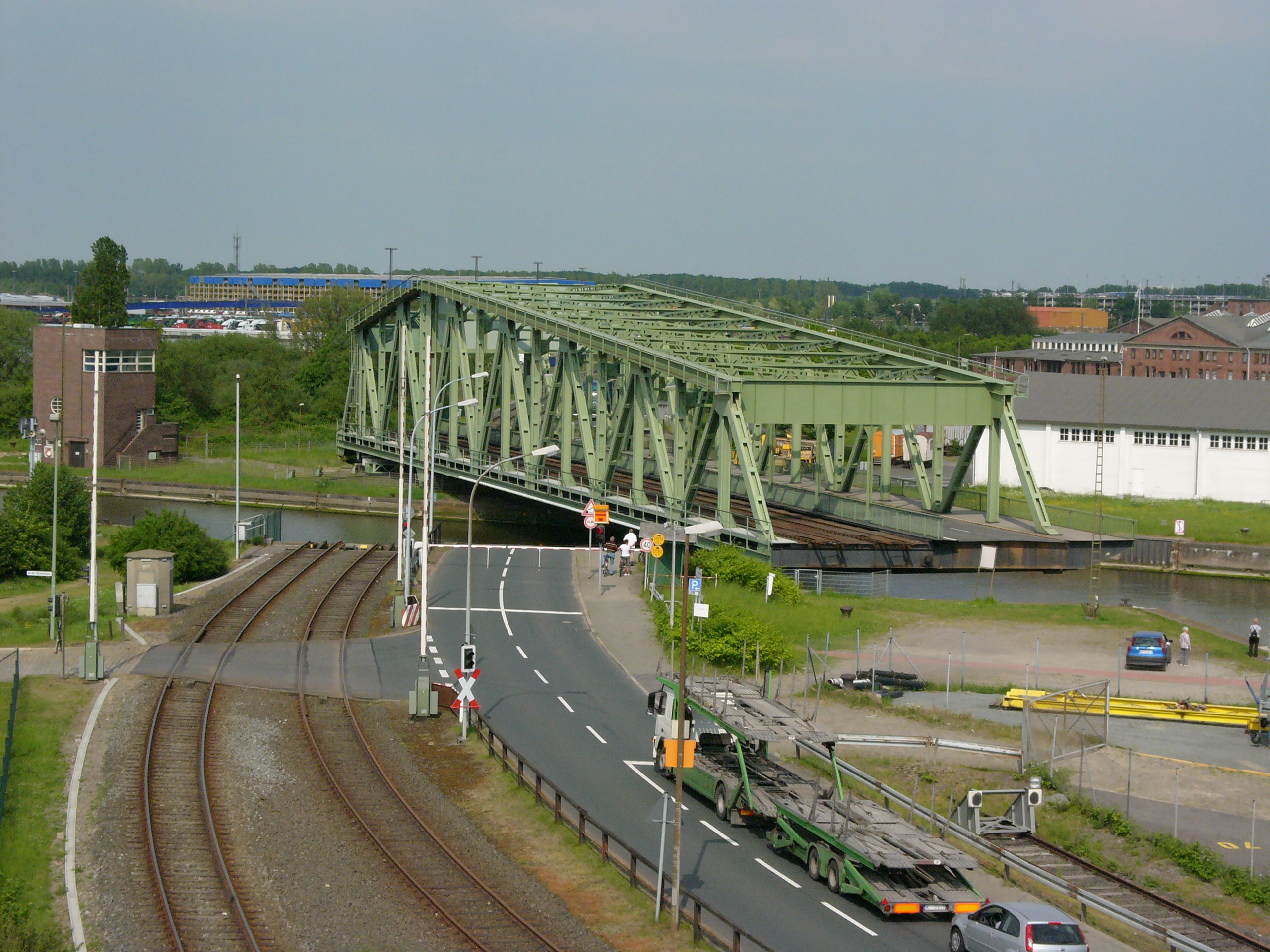
Nordschleusenbrücke

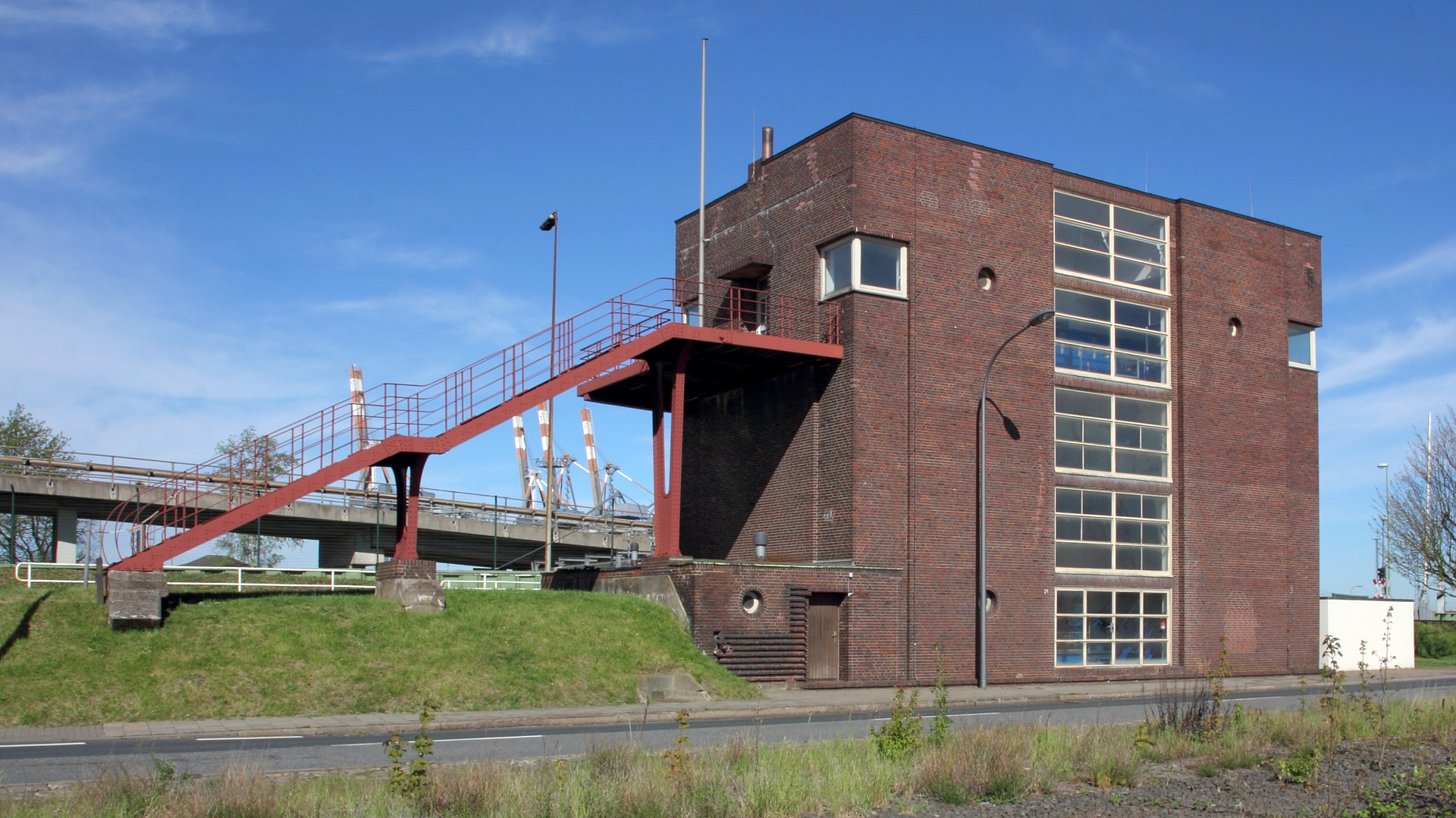
Nordschleuse, Maschinenhaus beim Außenhaupt

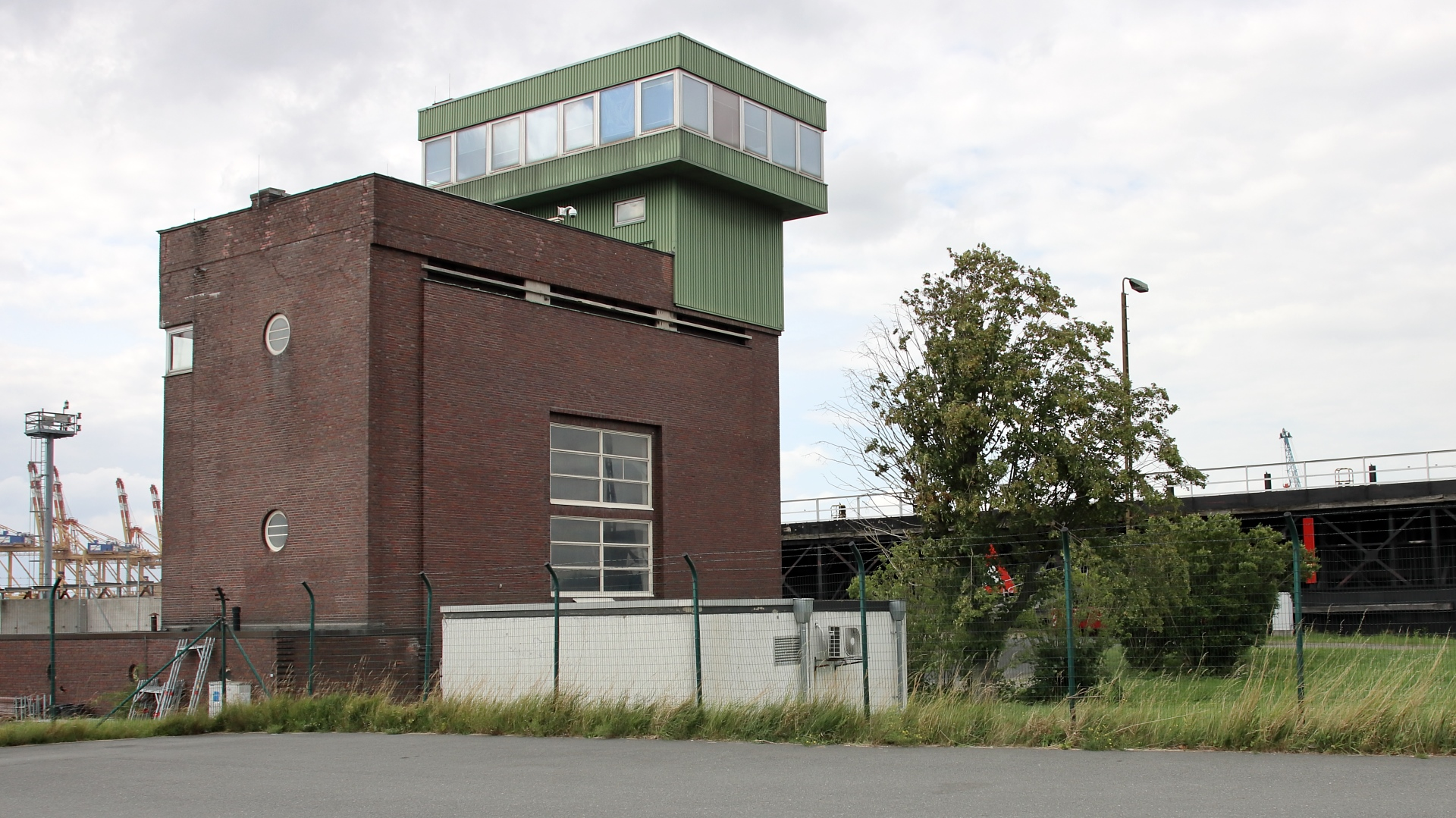
Nordschleuse, Maschinenhaus beim Binnenhaupt

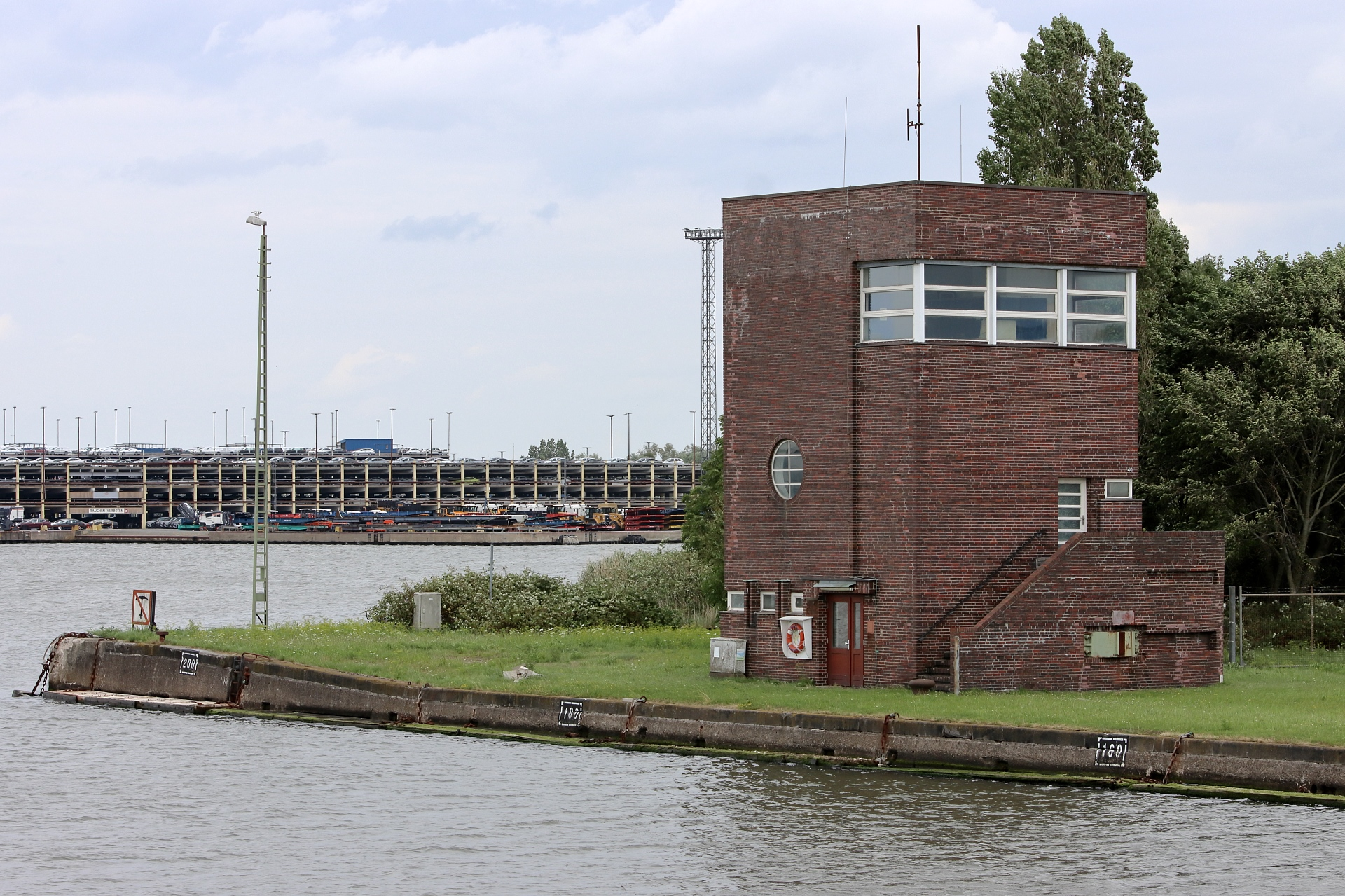
Nordschleuse, Maschinenhaus bei der Eisenbahn-Drehbrücke

Die drei Maschinenhäuser am Binnen- und am Außenhaupt der Nordschleuse sowie an der Drehbrücke wurden vom Architekten Karl Felge im Stil des Neuen Bauens der Zwischenkriegszeit nach einem Architektenwettbewerb von 1928 entworfen. Die Flachdächer sind ohne Überstand und Gesims. Flächige, fast graphisch behandelte Wandflächen und über Eck geführte Fenster prägen die Fassaden aus dunkelroten Klinkern. Das Binnenhaupt-Schleusentorhaus wurde in jüngerer Zeit um einen über Dach geführten, neuzeitlichen Steuerstand mit allseits umlaufendem Fensterband und Metallverkleidung aufgestockt. Das Drehen der Brücke erfolgt vom Maschinenhaus des Binnenhaupts.
Das Stellwerk der Eisenbahn für die Strecke in Richtung Columbuskaje und Columbusbahnhof dient auch der bahntechnischen Sicherung der Brücke und befindet sich in ca. 1.200 m Entfernung (Luftlinie).

### Container-Aussichtsturm
Von der Aussichtsplattform des 1979 aufgestellten Container-Aussichtsturms kann man aus ca. 12,5 m Höhe nicht nur den Betrieb der direkt benachbarten Nordschleuse beobachten, sondern auch des nahen Containerterminals, der Lloyd Werft und weiterer Hafenbereiche. Fernglas, Karte und Infotafeln stehen zur Verfügung.

### Denkmalschutz
Die drei Maschinenhäuser von Schleuse und Drehbrücke bilden eine Denkmalgruppe und stehen auch als Einzeldenkmale seit 2001 unter Bremer Denkmalschutz.

### Auszeichnung
2021 hat die Bundesingenieurkammer die Nordschleuse als Historisches Wahrzeichen der Ingenieurbaukunst in Deutschland ausgezeichnet.

## Weitere Nordschleusen
Neben der beschriebenen Nordschleuse in Bremerhaven bestehen eine Vielzahl von anderen Schleusen, die ebenfalls den Namen Nordschleuse tragen (meist um mehrere Schleusen an einem Ort in Süd- und Nordschleuse zu unterscheiden), wie bei den Seeschleusen in Brunsbüttel, der Nordschleuse Straßburg, oder der Nord-Schleuse bei Wien.